# アルス製作所
株式会社アルス製作所（アルスせいさくしょ）は、徳島県小松島市金磯町に本社を置く建設業を営む企業。橋梁の製作を主体としている。

## 沿革
- 1950年（昭和25年）5月16日 - 会社設立。
- 1961年（昭和36年）4月 - 徳島市南田宮に本社・工場を移転。
- 1962年（昭和37年）11月 - 大阪営業所を開設。徳島県小松島市に小松島工場を開設。
- 1988年（昭和63年）
  - 3月 - 名古屋営業所並びに和歌山営業所を開設。
  - 4月 - 岡山市に中国営業所を開設。
- 1992年（平成4年）4月 - 大阪営業所を大阪支店に名称変更。
- 1997年（平成9年）6月 - 東京営業所を開設。
- 1999年（平成11年）9月 - 広島営業所を開設。
- 2005年（平成17年）11月 - 九州営業所を開設。
- 2009年（平成21年）5月 - 九州営業所を開設。
- 2009年（平成21年）6月 - 東京営業所を廃止。
- 2010年（平成22年） - 徳島市南田宮の本社を小松島工場のある小松島市へ移す。

## 事業所等
- 本社 - 徳島県小松島市金磯町8-90
- 大阪支店 - 大阪府大阪市西区北堀江1丁目3-3
- 近畿営業所 - 和歌山県和歌山市六十谷353-2　黒潮第一ビル2-2号
- 東京営業所 - 東京都港区赤坂2丁目10-7-602
- 名古屋営業所 - 愛知県名古屋市北区彩紅橋通1丁目1-5
- 中国営業所 - 岡山県岡山市北区石関町1-4
- 広島営業所 - 広島県広島市安佐南区川内2丁目3-38-9
- 松山営業所 - 愛媛県松山市北斎院町1067-12
- 九州営業所 - 福岡県福岡市西区上山門1丁目20-7-302